# 上村 (大分県)
上村（かみむら）は、大分県速見郡にあった村。現在の杵築市の一部にあたる。

## 地理
- 河川：八坂川[3]、富田川[4]、久木野川[4]、佐田川[4]
- 山岳：大村山[3]、岳ガ下山[4]

## 歴史
- 1889年（明治22年）4月1日、町村制の施行により、速見郡久木野尾村、日指村が合併して村制施行し、上村が発足[1][2]。旧村名を継承した久木野尾、日指の2大字を編成[2]。
- 1930年（昭和5年）東カヤノ原野を別府ゴルフ場が買収[2]。
- 1939年（昭和14年）安部製茶工場創業[2]
- 1950年（昭和25年）小平野・勢田に開拓団が入植[2]。
- 1951年（昭和26年）4月1日、速見郡中山香町、東山香村と合併し山香町を新設して廃止された[1][2]。

## 産業
- 農業、林業[2]